# Alexis González
Alexis Rubén González (Buenos Aires, 21 luglio 1981) è un pallavolista argentino.
Gioca nel ruolo di libero nel Bolívar.

## Carriera
La carriera di Alexis González nel settore giovanile del River Plate, col quale debutta in Liga A1 de Vóley nella stagione 1999-00, restando legato al club per tre annate; nel 2002 riceve inoltre le prime convocazioni nella nazionale argentina. Nel campionato 2003-04 gioca per la prima volta all'estero, iniziando una militanza di cinque annate in Spagna col Pòrtol, club impegnato nella Superliga de Voleibol Masculina col quale vince tre scudetti, due Coppe del Re e due Supercoppa spagnola.
Dopo aver giocato nella Superliga russa con la Dinamo Mosca nella stagione 2008-09, vincendo la Supercoppa russa e la coppa nazionale, si trasferisce nella stagione seguente al Tours, in Francia, partecipando alla Ligue A per un triennio: si aggiudica due scudetti e due Coppe di Francia; con la nazionale vince la medaglia d'argento al campionato sudamericano 2009, dove viene premiato come miglior difesa del torneo, bissata poi anche nell'edizione 2011, oltre a partecipare ai Giochi della XXX Olimpiade di Londra.
Rientra in Argentina per difendere i colori del Bolívar nel campionato 2012-13, vincendo la Coppa Máster e venendo premiato come miglior ricevitore della Liga Argentina de Voleibol; con la nazionale vince ancora una medaglia d'argento al campionato sudamericano 2013. Torna quindi in Francia per il campionato seguente, difendendo i colori del Rennes fino a dicembre, prima di essere costretto a lasciare la squadra per problemi famigliari.
Torna in campo nella stagione 2014-15, vestendo nuovamente la maglia del Bolívar, vincendo uno scudetto, la Coppa ACLAV 2014 e la Coppa Máster 2015, impreziosendo le sue prestazioni con diversi riconoscimenti come miglior libero; con l'Argentina partecipa ai Giochi della XXXI Olimpiade di Rio de Janeiro e si aggiudica l'oro alla Coppa Panamericana 2017.

## Palmarès

### Club
- Campionato spagnolo: 3

2005-06, 2006-07, 2007-08
- Campionato francese: 3

2009-10, 2011-12, 2021-22
- Campionato argentino: 1

2016-17
- Coppa del Re: 2

2004-05, 2005-06
- Coppa di Russia: 1

2008
- Coppa di Francia: 2

2009-10, 2010-11
- Coppa ACLAV: 5

2014
- Coppa Máster: 2

2012, 2015
- Supercoppa spagnola: 2

2005, 2007
- Supercoppa russa: 1

2008

### Nazionale (competizioni minori)
- Memorial Hubert Wagner 2012
- Coppa Panamericana 2017

### Premi individuali
- 2009 - Campionato sudamericano 2009: Miglior difesa
- 2013 - Liga Argentina de Voleibol: Miglior ricevitore
- 2015 - Liga Argentina de Voleibol: Miglior libero
- 2016 - Liga Argentina de Voleibol: Miglior libero
- 2017 - Campionato sudamericano per club: Miglior libero
- 2017 - Liga Argentina de Voleibol: Miglior libero
- 2019 - Coppa Libertadores: Miglior libero
- 2020 - Coppa Libertadores: Miglior libero